# Ягуар Рейсинг
Вижте пояснителната страница за други значения на Ягуар.
Ягуар Рейсинг (на английски: Jaguar Racing) е бивш британски тим от Формула 1 (участвал в шампионата Формула 1 на ФИА от 2000 до 2004 година) и настоящ участник във Формула Е.
Екипът е сформиран след закупуването на тима от Формула 1 – Стюарт Гранд При на Джеки Стюарт, от автомобилния гигант „Форд“ през 1999 година. „Форд“ преименува тима на „Ягуар Рейсинг“ в рамките на нова глобална маркетингова политика за увеличаване на продажбите на престижната марка „Ягуар“ от портфолиото на Форд.

## Формула 1

### 2000 година
За директор на новия тим е назначен Волфганг Рейтзле, който преди това ръководи „Ford's Premier Automotive Group“. Допълнителното финансиране от Форд, оказва влияние върху екипа още същата година. За първи пилот е привлечен Вицешампиона от 1999 година - Еди Ървайн който да си партнира с останалия от Стюарт Гранд при британски пилот - Джони Хърбърт.
Поради слабите резултати в края на годината Волфганг Рейтзле е заменен от легендата в американските автомобилни спортове – Боби Рехал (Bobby Rahal).

### 2001 година
2001 година отново не е успешна за Ягуар и в средата на сезона в тима пристига трикратният Световен шампион във Формула 1 - Ники Лауда. Той също не успява да успокои атмосферата и екипа става все по-посредствен. Неуспешният опит да бъде привлечен в екипа, легендарният дизайнер на Макларън Ейдриън Нюи (Adrian Newey), изостря още повече обстановката и споровете между Лауда и Рехал, което води до оставката на втория.

### 2003 и 2004 година
През 2003 година нещата около отбора започват да се подобряват, благодарение на новия мениджър Джон Хоган, който налага по ефективно използване на ресурсите както на компанията, така и на екипа. Ягуар печели 18 точки през годината, което е почти двойно от предните, но все така крайно незадоволително.
Стабилизиране на резултатите през 2004 година е явно, но екипа все още не успява да бъде в зоната на точките, така както желае управата на Форд.
Вследствие факта че Ягуар поглъща огромни капиталовложения и като продължение на решението на Форд да намали драстично разходите в моторните спортове, Ягуар Рейсинг е обявен за продажба в средата на 2004 година.
През ноември, австрийската компания за производство на тонизиращи напитки Ред Бул официално обявява закупуването на екипа, който е преименуван в Ред Бул Рейсинг и с това име ще участва в Световния шампионат на Формула 1 – 2005 година.

## Формула Е
През 2016 г. Ягуар Рейсинг заема мястото на отказалия се от Формула Е Трули ГП и така се завръща със заводски отбор в моторните спортове за първи път от 12 години. За тестове са поканени шампионът от А1 ГП за 2009 г. Адам Керъл, победителят в клас LMP2 на 24-те часа на Льо Ман през 2014 г. Хари Тинкнъл и шампионите в ГП3 за 2012 и 2014 г. Мич Евънс и Алекс Лин.

### Сезон 2016/17
За дебютния си сезон Панасоник Ягуар Рейсинг се спира на Мич Евънс и Адам Керъл за свои пилоти. В дванадесетте старта за сезона двамата пилоти финишират общо шест пъти в зоната на точките, като в Мексико Сити Евънс остава на малко над две секунди от Сам Бърд и третото място, като така Ягуар се разминава с качване на почетната стълбица още в четвъртия си старт във Формула Е. С общо 27 спечелени точки тимът остава на последното десето място в класирането при отборите, а при пилотите Евънс е 14-и с 22 точки, а Керъл – 21-ви с 5.

### Сезон 2017/18
През сезон2017/18 на мястото на Адам Керъл идва шампионът от сезон 2014/15 Нелсиньо Пикет.

### Пилоти
| Име            | Сезони | Съст. | Поб. | ПП | НБО | Под. | Точки |
| -------------- | ------ | ----- | ---- | -- | --- | ---- | ----- |
| Адам Керъл     | 16/17  | 12    | 0    | 0  | 0   | 0    | 5     |
| Мич Евънс      | 16/17- | 12    | 0    | 0  | 1   | 0    | 22    |
| Нелсиньо Пикет | 17/18- | 0     | 0    | 0  | 0   | 0    | 0     |

### Резултати
| Сезон   | Болид                | Гуми | №  | Пилоти         | 1   | 2   | 3   | 4   | 5   | 6   | 7   | 8   | 9   | 10  | 11  | 12  | 13  | 14  | Т  | ОТ | М    |
| ------- | -------------------- | ---- | -- | -------------- | --- | --- | --- | --- | --- | --- | --- | --- | --- | --- | --- | --- | --- | --- | -- | -- | ---- |
| 2016/17 | Спарк-Ягуар I-Type 1 | М    |    |                | ХКГ | МАР | БУЕ | МЕК | МОН | ПАР | БЕР | БЕР | НЙС | НЙС | МРЛ | МРЛ |     |     |    | 27 | 10-о |
| 2016/17 | Спарк-Ягуар I-Type 1 | М    | 20 | Мич Евънс      | Ret | 17  | 13  | 4   | 10  | 9   | Ret | 17  | Ret | Ret | 7   | 12  |     |     | 22 | 27 | 10-о |
| 2016/17 | Спарк-Ягуар I-Type 1 | М    | 47 | Адам Керъл     | 12  | 14  | 17  | 8   | 14  | 15  | 14  | 16  | 10  | 11  | 16  | 14  |     |     | 5  | 27 | 10-о |
| 2017/18 | Спарк-Ягуар I-Type 2 | М    |    |                | ХКГ | ХКГ | МАР | САН | МЕК | СПА | РИМ | ПАР | БЕР | ЦЮР | НЙС | НЙС | МРЛ | МРЛ |    |    |      |
| 2017/18 | Спарк-Ягуар I-Type 2 | М    | 3  | Нелсиньо Пикет |     |     |     |     |     |     |     |     |     |     |     |     |     |     |    |    |      |
| 2017/18 | Спарк-Ягуар I-Type 2 | М    | 20 | Мич Евънс      |     |     |     |     |     |     |     |     |     |     |     |     |     |     |    |    |      |